# Macrhybopsis gelida
Macrhybopsis gelida es una especie de peces de la familia de los Cyprinidae en el orden de los Cypriniformes.

## Morfología
Los machos pueden llegar alcanzar los 8,4 cm de longitud total.

## Hábitat
Es un pez de agua dulce.

## Distribución geográfica
Se encuentra en Norteamérica, en la cuenca del río Misuri en Montana y Wyoming hasta Illinois (EE. UU.). También en el río Misisipi entre río Misuri y río Ohio. En el sur del Misisipi y Louisiana.